# Vinterbadning
 "Vinterbader" omdirigeres hertil. For andre betydninger af Vinterbader, se Vinterbader (flertydig).
Vinterbadning er at bade i havet eller en sø om vinteren. 
I Danmark er der mere end 30.000 organiserede vinterbadere fordelt på 115 klubber.
Vinterbadning i Danmark er de seneste år blevet så populært at Skagens vinterbaderklub "Isbryderen" i samarbejde med Skagen Turistforening og Sport-Nature Skagen365 siden 2012 har afholdt Skagen Vinterbader Festival. Festivalen havde sidste år i alt 167 gæster.

## Historie
I slutningen af 1800-tallet, blev den første danske vinterbadeanstalt etableret i Helgoland. På dette tidspunkt slog en interesse for sundhed igennem i Danmark. Der opstod en renlighedskultur, hvor man anbefalede kolde bade til afvaskning af de menneskelige affaldsstoffer. Efterfølgende så flere vinterbadeanstalter dagens lys, og begrebet 'friluftsliv', hvoraf vinterbadning var en del, dukkede op i 1906. 
Vinterbadningen blev knyttet sammen med begreberne sundhed og renhed – og med selvkontrol. At hoppe ned i et koldt bad kunne være en hel manddomsprøve, hvilket professor i idræt ved Københavns Universitet, Hans Bonde, påpeger i sin bog Mandighed og sport (1991).
Siden slutningen af 1980’erne har finske forskere undersøgt vinterbadningens virkning på kroppen. Vinterbadningen er dermed blevet et forskningsobjekt, som også danske forskere har kastet sig over.
Vinterbadning i Danmark nåede nye højder i vinteren 2020-2021 under corona. 

## Gode råd
Rådet for Større Badesikkerhed har listet en række gode råd om sikkerhed ved vinterbadning.
- BAD ALDRIG ALENE
- Spring aldrig på hovedet i vandet, sænk kroppen roligt ned i vandet.
- Man skal kunne bunde. Anbefalet vanddybde ved trappen er ca. 1,5 m
- Trappen ned til vandet skal være min. 1 m under vandoverfladen og så højt over at man let kan komme op af vandet. Trappen skal have gelænder i begge sider og trinene skal være    skridsikre.
- Der må ikke være understrøm, der hvor der vinterbades.
- Hvis der skal hugges hul i isen skal dette være min. 3 x 3 meter.
- Der må ikke hugges flere huller ved siden af hinanden og man må aldrig forsøge at svømme ind under isen.
- Nyis kan være meget skarp, så man skal sikre at isflager i hullet er fjernet eller at isen er ordentlig knust.
- Vejen (broen) ned til vinterbadepladsen skal holdes is- og snefri.